# Alice Herz
Alice Herz (1882-16 de marzo de 1965) fue la primera de ocho activistas que se inmolaron en los Estados Unidos en protesta por la escalada de la guerra de Vietnam, siguiendo el ejemplo del monje budista Thích Quảng Đức que se inmoló en protesta a la opresión a los budistas bajo el gobierno de Vietnam del Sur.
Fue activista de la paz por muchos años. Se inmoló el 16 de marzo de 1965, en Detroit, Míchigan, a los 82 años de edad. Un hombre y sus dos hijos la vieron quemarse y corrieron a apagar las llamas. Murió de sus heridas diez días más tarde.
El presidente Lyndon Baines Johnson, dio un discurso ante el Congreso en apoyo a una ley de los derechos de voto, lo que llevó a Alice a creer que el momento era propicio para protestar contra la guerra de Vietnam. Pero la guerra continuó durante otros diez años después de su muerte.
De familia alemana-judía, Herz era viuda. Huyó de Alemania con su hija, Helga, en 1933, previendo la llegada de los nazis, mucho antes de su inicio. Alice y Helga Herz vivían en Francia cuando Alemania la invadió en 1940. Después de pasar un tiempo en un campo de refugiados cerca de la frontera española, Alice y Helga lograron viajar a los Estados Unidos en 1942. Se asentaron en Detroit, donde Helga pasó a ser bibliotecaria en la Biblioteca Pública de Detroit y Alice trabajó durante algún tiempo como ayudante de una instructora de alemán en la Universidad Estatal de Wayne. Las dos firmaron la solicitud, pero se les negó la ciudadanía debido a su negativa a la promesa de defender a la nación a través de las armas. Helga Herz conseguiría la ciudadanía en 1954.
Herz escribió un testamento que distribuyó a varios amigos y compañeros activistas antes de su muerte. El testamento se refiere concretamente a su decisión de seguir los métodos de protesta de los vietnamitas del Sur: monjes y monjas cuyos actos de libre inmolación ha recibido la atención mundial. Confiando a un amigo antes de su muerte, Herz señaló que había utilizado todos los métodos disponibles de protesta activista -incluyendo marchas, protestas, y haber escrito innumerables artículos y cartas- y se preguntaba qué más podía hacer. Herz decidió hacer de la libre inmolación su último acto de protesta. El autor y filósofo japonés Shingo Shibata, estableció el Fondo para la Paz Alice Herz poco después de su muerte.
- Datos: Q86213